# Pleasantville (New Jersey)
Pleasantville is een plaats (city) in de Amerikaanse staat New Jersey, en valt bestuurlijk gezien onder Atlantic County.

## Demografie
Bij de volkstelling in 2000 werd het aantal inwoners vastgesteld op 19.012.
In 2006 is het aantal inwoners door het United States Census Bureau geschat op 18.982, een daling van 30 (-0.2%).

## Geografie
Volgens het United States Census Bureau beslaat de plaats een oppervlakte van
19,0 km², waarvan 15,0 km² land en 4,0 km² water. Pleasantville ligt op ongeveer 13 m boven zeeniveau.

## Plaatsen in de nabije omgeving
De onderstaande figuur toont nabijgelegen plaatsen in een straal van 8 km rond Pleasantville.

## Geboren in Pleasantville
- Ralph Peterson (1962-2021), jazzmusicus en orkestleider